# Саша (филм из 2010)
Саша је немачки филм из 2010. редитеља Дениса Тодоровића. Филм чија је радња истинита говори о томе како гастарбајтерска, екс-југословенска, породица преживљава сазнање да им је старији син хомосексуалац. Главне улоге играју глумци из свих крајева бивше Југославије, углавном из мешовитих породица. Овај филм је био начин да Денис Тодоровић, редитељ, открије свом оцу Црногорцу и мајци Чехињи да је он геј.

## Радња
Док Сашина мајка сања о Сашиној пијанистичкој каријери, Саша је затечен другим стварима: господин Вебер, његов обожавани учитељ клавира, заувек одлази. Саша је сломљен и једина особа којој се може поверити је његова најбоља другарица, Ђао. Као син који долази из балканске породице, чак и у Немачкој не може живети слободно. Саша је захвалан на чињеници што његов хомофобни отац мисли да му је најбоља другарица у ствари девојка. Ствари се додатно закомпликују када се Сашин брат спетља са Ђао. Тада се све лажи разоткривају, а оно што је слутило на катастрофу постаје откриће нових могућности у животима Сашине породице.

## Улоге
| Глумац              | Улога   |
| ------------------- | ------- |
| Саша Кекез          | Саша    |
| Предраг Бјелац      | Владо   |
| Љубиша Лупо Грујчић | Перо    |
| Жељка Прексавец     | Станка  |
| Тим Бергман         | Гебхард |
| Јасин Мјумјунов     | Боки    |
| Ивон Јунг Хи Борман | Ђао     |

## Награде
- Фестивал де Сол Тенерифе - Најбољи филм (2010)
- Мезипатра филмски фестивал - Награда публике (2010)
- Зинегоак филмски фестивал - Најбољи филм (2011)
- „Сине геј коста дел сол” фестивал - Најбољи филм (2011)
- Дани мигрантског квир филма - „МиГеј” награда (2012)
- „Бок о бок” филмски фестивал, Томск - Награда публике (2013)[4]